# Die Welt der griechischen Mythen
Die Welt der griechischen Mythen (georgisch ბერძნული მითების სამყარო; engl. The World of Greek Myths) ist eine georgische Buchreihe zur griechischen Mythologie, die vom Institut für Klassische Philologie, Byzantinistik und Neogräzistik der Staatlichen Universität Tiflis und dem Verlagsprogramm „Logos“ verwirklicht wurde. Die Reihe wendet sich sowohl an jugendliche Leser als auch an Lehrer, die in Schulen oder Hochschulen Mythologie unterrichten.

## Kurzeinführung
Die Reihe umfasst insgesamt 10 Bände, die Herausgabe wurde 2005 abgeschlossen. Ein jeder der ersten neun Bände enthält die Erzählung der Mythen, Varianten und Kommentare. Der zehnte Band vermittelt verschiedene wissenschaftliche Theorien über den Mythos und ist eine theoretische, summierende Arbeit.
Der Herausgeber der Reihe, Professor Rismag Gordeziani, sieht den Unterschied zu anderen Werken dieser Art folgendermaßen: „Unsere Reihe zeichnet sich dadurch aus, dass sie thematisch gegliedert ist und jedes Buch gleichzeitig ein eigenständiges Werk ist, weil in ihm ein Zyklus oder Bereich eines bestimmten Mythos vollständig vermittelt wird, mit der Erzählebene, Kommentaren und Varianten. Mit ihrer Struktur und Vollständigkeit sticht diese Reihe nicht nur in der georgischen Realität, sondern auch in der klassischen Philologie der Welt im Allgemeinen hervor.“

## Bände
Die Reihe besteht nach der Inhaltsangabe von Ekaterine Gamkrelidze aus den folgenden zehn Bänden (einige der Bände in weiteren Auflagen):
- Band 1: Vom Chaos zum Kosmos (Kronos, Uranos, Zeus) – Vorwort, 1. Am Anfang war Chaos..., 2. Uranos und Gaia, 3. Die Götter füllen das Weltall aus, 4. Kronos und Rhea, 5. Der Kampf mit den Titanen, 6. Die Nachkommenschaft von Zeus, 7. Der Kampf mit den Giganten, 8. Tifon, 9. Die Aloaden, 10. Olympus und die 12 olympischen Götter, 11. Zeus – der höchste Gott, Kommentare, Namenregister. Erzählt und kommentiert von Rismag Gordesiani, 2005.

- Band 2: Grosse himmlische Götter – 1. Hera, 2. Aphrodite, 3. Hestia, 4. Demeter, 5. Athena, 6. Apollon, 7. Artemis, 8. Ares, 9. Hermes, 10. Dionyssos, 11. Hephäst, Kommentare, Namenregister. Erzählt und kommentiert von Nana Tonia, 1998.

- Band 3: Das Meer und die unterirdische Welt. Kleine Gottheiten. Erzählt und kommentiert von Viktoria Jugeli, 1998. Der Band besteht aus folgenden Kapiteln: 1. Gebieter des Wasserelements, 2. Poseidon – Gebieter der Meere, 3. Die geheimnisvolle Unterwelt, 4. Kleine Gottheiten (Himmlische Gotter, die den Zeus und die olympischen Götter umgebenden Gottheiten, Schicksalsgottheiten, Geburts- und Heilgottheiten, Erdgottheiten), Kommentare, Namenregister.

- Band 4: Prometheus und das Menschengeschlecht. Mythische Völker. Legendäre Sänger. Wahrsager. Erzählt und kommentiert von Russudan Tsanawa, 1998. Das Buch besteht aus folgenden Kapiteln: 1. Prometheus, 2. Mythische Menschen der Nachüberschwemmungszeit, 3. Fünf Jahrhunderte, 4. Mythische Völker, 5. Mythische Sänger, Mythische Wahrsager, Kommentare, Namenregister.

- Band 5: In den Vordergrund treten die Helden – 1. Lakonische und Messenische Helden, 2. Minos, 3. Korinthische Helden, 4. Argivische Helden, 5. Perseus, 6. Attische Helden, 7. Thessalische Helden. Herakles – 8. Geburt und Jugend des Herakles, 9. Die 12 Heldentaten von Herakles, 10. Die Geschichte von Herakles nach seinen 12 Heldentaten, 11. Herakles‟s Apotheose, 12. Die Herakliden. 13. Theseus –  Sohn des Egeus oder des Poseidon? 14. Der Weg nach Athen. Die Heldentaten des Theseus, 15. Theseus in Athen, 16. Theseus auf Kreta, 17. Der Aufstieg auf den attischen Thron, 18. Theseus im Hades, 19. Das Ende von Theseus, Kommentare, Namenregister. Erzählt und kommentiert von Nana Tonia und Manana Garibaschwili, 2000.

- Band 6: Die Argonauten. Das Buch besteht aus folgenden Kapiteln: 1. Aietes und sein Geschlecht, 2. Das wundertätige Vlies, 3. Die Versammlung der Argonauten, 4. Der gefährliche Weg nach Aia-Kolchis, 5. Das Eintreffen in die Stadt des Aietes, 6. Die Erfüllung des Versprechens und der Raub des Vlieses, 7. Die Verfolgung und die Rückkehr, 8. Das Ende des Pelias, 9. Medea und Jason in Korinth, 10. Die gelfüchtete Medea, Kommentare, Literaturverzeichnis, Namenregister. Erzählt und kommentiert von Rismag Gordesiani, 1999.

- Band 7: Das siebentorige Theben – 1. Kadmos, 2. Theben, 3. Teiresias, 4. Ödipus, 5. Ödipus’ Kinder. Kreon, 6. Die Epigonen. Kommentare, Namenregister. Erzählt und kommentiert von Georg Chomeriki, 2005.

- Band 8: Der Kampf um Troja. Das Buch besteht aus folgenden Kapiteln: 1. Troja und die Dardaniden, 2. Die Ursache des Krieges, 3. Die Pelopiden – das Geschlecht des Tantalos, 4. Die Eakiden, 5. Andere griechische Helden, die im Kampf um Troja teilnahmen, 6. Wie der Feldzug anfing, 7. Sieben Jahre des Krieges, 8. Achills Zorn, 9. Hektors Tod, 10. Achills Tod, 11. Der Fall von Troja, 12. Der Raub von Troja und das Schicksal der Trojaner, Kommentare, Namenregister, Karten. Erzählt und kommentiert von Lascha Bereia, 2003

- Band 9: Nach dem Kampf um Troja. Der Band besteht aus folgenden Kapiteln: Die Irrfahrten des Odysseus – 1. Odysseus versucht nach Hause zurückzukehren, 2. Odysseus steigt in den Hades. 3. Sirenen. Symplegaden. Skylla und Charybdis, 4. Bei Kalypso, 5. Telemachia, 6. Bei den Phäaken, 7. Odysseus kehrt nach Ithaka zurück, 8. Die Ermordung der Freier, 9. Die Versöhnung. Das Schicksal anderer griechischer Helden – 10. Der Mord des Agamemnon, 11. Orestes und Elektra, 12. Das göttliche Gericht, 13. Begegnung mit Iphygenia, 14. Die Rückkehr von Menelaos, 15. Die Rückkehr von Nestor, 16. Die Rückkehr von Idomeneus, 17. Ajax, Sohn des Oileus (Der kleine Ajax), 18. Philoktet, 19. Die Rückkehr von Diomedes, 20. Die Rückkehr von Neoptolemos, Die römische Pseudomythologie – 21. Römische Götter und römische Sagen, 22. Janus, 23. Vesta, 24. Jupiter, 25. Juno, 26. Minerva, 27. Saturnus, 28. Tellus, 29. Ceres. Liber und Libera, 30. Consus, 31. Flora. Feronia und Pales, 32. Faunus, Silvanus und Fauna. Maia, 33. Vulkan, 34. Neptun und Diana, 35. Venus, 36. Mars, 37. Penaten. Laren. Genii und Iunos, 38. Fortuna, 39. Die Unterwelt, 40. Terminus und Victoria, Die mythische Geschichte von Rom – 41. Aeneis – die ersten Könige von Italien und den Aborigines, die Gründung Roms und die ersten Könige der Römer, Helden, Kommentare, Namenregister. Erzählt und kommentiert von Manana Pchakadse, 2005.

- Band 10: Rismag Gordesiani. Die Weisheit der Mythen. Vorwort, 1. Was ist ein Mythos und eine mythologische Denkweise (Mythos, Märchen, Legende, Sage), 2. Mythos, Mythologie, Mythographie, 3. Mythologische Chronologie und die Klassifikation der Mythen, 4. Zur Geschichte des wissenschaftlichen Studiums der Mythen (von der Antike einschliesslich des 19. Jhs.), 5. Die wichtigsten zeitgenössischen Theorien über den Mythos (vom Ritualismus zum Funktionalismus, Tiefenpsychologie, soziologische Schule und Vorläufer des Strukturalismus, Strukturalismus, einige andere moderne Theorien, ein zusammenfassendes Kommentar), Mythen im alten mediterranen Gebiet, 7. Griechische Mythen – Chaos oder Ordnung (Genealogische Tafeln der griechischen Mythen), 8. Kult, Religion, Mythos, Feste, 9. Die Griechische Mythologie und die antike Literatur, 10. Mythen und die antike bildende Kunst, 11. Mythos und die antike Geschichtsschreibung, Philosophie, Wissenschaft, 12. Griechische Mythologie und die Weltkunst, 13. Neue Mythologien, Erläuterungen der Termini, ausgewählte Bibliographie, Namenregister, 2005.